# Ouanne
Ouanne település Franciaországban, Yonne megyében. Lakosainak száma 584 fő (2022. január 1.). Ouanne Diges, Coulangeron, Leugny, Levis, Merry-Sec, Sementron és Les Hauts de Forterre községekkel határos.

## Népesség
A település népességének változása:
| Lakosok száma | 635  | 622  | 631  | 606  | 603  | 599  | 595  | 589  | 584  |
|               | 2013 | 2015 | 2016 | 2017 | 2018 | 2019 | 2020 | 2021 | 2022 |